# 범국민주의
범국민주의(汎國民主義, pan-nationalism)는 현존하는 국경을 초월하여 하나의 민족이나 유사한 문화권의 민족군을 하나의 국민으로 통합시켜야한다는 생각이다

## 같이 보기
- 범아시아주의
- 범아프리카주의
- 범아메리카주의
- 범게르만주의
- 범유럽주의
- 범아랍주의
- 범튀르크주의
- 범투란주의
- 범슬라브주의
- 범스칸디나비아주의
- 범이란주의
- 민족주의
- 내셔널리즘
- 민족통일주의
- 인종국민주의